# Lien de subordination
En droit du travail, le lien de subordination de l'employé à l'égard de son employeur est une caractéristique essentielle du contrat de travail. A contrario, le défaut de lien de subordination équivaut à un contrat d'entreprise avec un travailleur indépendant.

## Droit français
En droit  français, une définition du lien de subordination a été donnée par la cour de cassation :
 « Le lien de subordination est caractérisé par l'exécution d'un travail sous l'autorité de l'employeur qui a le pouvoir de donner des ordres et des directives, d'en contrôler l'exécution et de sanctionner les manquements de son subordonné. Le travail au sein d'un service organisé peut constituer un indice du lien de subordination lorsque l'employeur détermine unilatéralement les conditions d'exécution du travail. »

## Droit québécois
En droit québécois, le lien de subordination est décrit à la fin de l'article 2085 du Code civil du Québec : « Le contrat de travail est celui par lequel une personne, le salarié, s’oblige, pour un temps limité et moyennant rémunération, à effectuer un travail sous la direction ou le contrôle d’une autre personne, l’employeur ». En vertu de cette disposition, le fait que le travail est effectué sous la direction et le contrôle de l'employeur est ce qui caractérise le lien de subordination. D'après l'arrêt Montreal v. Montreal Locomotive Works Ltd. , les critères du lien de subordination sont la supervision immédiate, la propriété des outils, la chance de profit ou risque de perte. Toutefois, le modèle formulé par cet arrêt de 1947 s’est transformé parce que le travail salarié a évolué, il englobe aujourd'hui des formes plus modernes. Dans la décision Dicom Express c. Paiement  de 2009, la Cour d'appel explique le critère de la dépendance économique.